# 'Ndrangheta in Germania

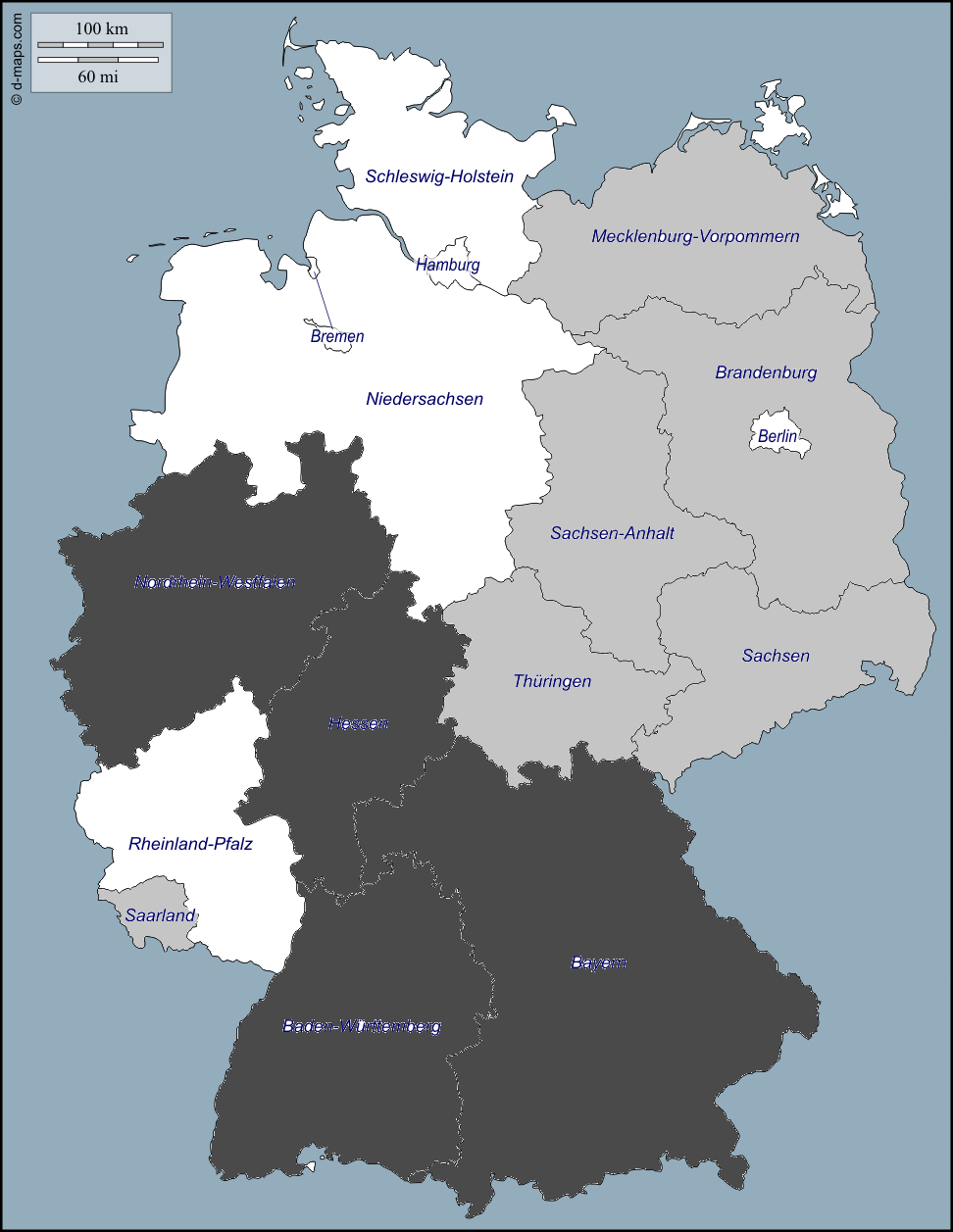
Presenza della 'ndrangheta in Germania per Bundesland; in grigio scuro la presenza accertata di locali mentre in grigio chiaro la presenza di 'ndrine e/o loro attività.

(Petra Reski, giornalista del Die Zeit)
La 'ndrangheta in Germania, come affermato il 7 gennaio 2012 dal presidente dalla polizia federale tedesca (la BKA) Jörg Zierck, è la maggior organizzazione criminale presente sul suolo tedesco e la metà dei gruppi criminali che operano sin dagli anni '80 in Germania sono riconducibili alla 'ndrangheta.
A seguito dell'operazione Stige del 9 gennaio 2018 Nicola Gratteri dichiara la presenza di 60 locali in territorio tedesco mentre il governo tedesco nel 2019 ha risposto ad una interrogazione parlamentare dei Verdi affermando che vi sarebbero sicuramente 344 presunti affiliati ma che ne andrebbero stimati tra le 800 e le 1000 unità mentre individua tra 18 e 20 locali attivi. A febbraio 2021 una inchiesta portata avanti da Frankfurter Allgemeine Zeitung e MDR rivelano che dal 2007 queste locali sarebbero raccordate da una camera di controllo composta da 9 persone rappresentanti le 'ndrine di spicco del territorio.
Le famiglie più potenti sono i Romeo-Pelle-Vottari di San Luca, i Farao-Marincola del crotonese e i Carelli del cosentino.
I Locali di Cirò e di Corigliano sono coinvolti insieme con gruppi albanesi nel traffico di armi.
Altre attività censite sono l'estorsione, il traffico di rifiuti tossici e di armi.
Il fenomeno 'ndrangheta in Germania incomincia ad avere un'eco mediatica in Italia e in Germania solo con la Strage di Duisburg dell'agosto 2007. Nasce successivamente il movimento antimafia Mafia? Nein danke!.
Non essendoci il reato di "associazione mafiosa" in territorio tedesco non possono partire indagini se si è a conoscenza che una persona è affiliata e di conseguenza anche il sequestro dei beni in quanto mafiosi risulta più complicato da perseguire. Gli arresti di affiliati in Germania avvengono per lo più tramite il mandato di arresto europeo.

## Struttura
In Germania, come in madrepatria la 'ndrangheta è strutturata in locali, e ognuno ha il suo locale di riferimento in Calabria.
A febbraio 2021 una inchiesta portata avanti da Frankfurter Allgemeine Zeitung e MDR rivelano che dal 2007 queste locali sarebbero raccordate da una camera di controllo composta da 9 persone rappresentanti le 'ndrine di spicco del territorio.
Alcuni locali possono invece fare direttamente riferimento al Crimine di Polsi, da come si evince dalle intercettazioni dell'operazione Crimine del 2010, questo è, ad esempio, il caso del Locale di Singen.

### Locali
A seguito dell'operazione Stige di Gennaio 2018 Nicola Gratteri dichiara la presenza di 60 locali in territorio tedesco.
Elenco dei locali accertati fino a ora:
- Locale di Duisburg (ipotizzata)
- Locale di Francoforte[11][12][13]
- Locale di Radolfzell[12][14][11]
- Locale di Rielasingen (dipendente dal Locale di Fabrizia)[12][13][11]
- Locale di Ravensburg[12][13][11]
- Locale di Engen[12][13][11]
- Locale di Singen[11][15] con capo locale Bruno Nesci (dipendente dal Crimine di Polsi dal 2003)[12][14][16]

## Storia

### Anni '50, '60 e '70
La presenza della 'ndrangheta in Germania comincia negli anni cinquanta con le migrazioni di numerosi calabresi in Renania Settentrionale-Vestfalia. Nei primi anni ottanta, ha cominciato a investire in ristoranti, pizzerie, gelaterie, e poi villaggi turistici, alberghi, ville e case in Turingia, Sassonia, Renania Settentrionale-Vestfalia e nel Baden-Württemberg.
Ha poi posto le basi per la gestione del traffico di droga dal Sud America: compravano la droga, la facevano spedire e una volta giunta in Germania delegavano la vendita al dettaglio.
Si ipotizza investa nella Borsa di Francoforte. La rivista Berliner Zeitung rivela che secondo il Bundesnachrichtendienst, i servizi segreti tedeschi, i calabresi avrebbero acquistato pacchetti azionari di Gazprom e di altre società energetiche.

### Anni '80 - L'insediamento dei Farao, la contraffazione di marchi tedeschi
Negli anni '80 si insedia la cosca crotonese dei Farao-Marincola, in particolare nel Baden-Württemberg, Assia e Rheinland-Pfalz, i Carelli a Stoccarda installano una raffineria per la produzione di stupefacenti.
Nel 1989 sono stati arrestati degli affiliati che insieme con esponenti di Cosa Nostra, i Ferrara e i Santapaola di Catania, gestivano la contraffazione di marchi tedeschi.
Il traffico di droga resta comunque l'attività principale.

### Anni '90 - Il primo pentito: Giorgio Basile, e l'espansione a Erfurt
(intercettazione telefonica in Germania del gruppo di Bernd Finger dopo la caduta del muro di Berlino)
Negli anni novanta, confessa il pentito Giorgio Basile (primo pentito di 'Ndrangheta in Germania) le attività del narcotraffico e dello spaccio di marchi falsi e sempre in quel periodo il locale di Corigliano ricicla il denaro attraverso le banche.
Da Essen, in quel periodo terminava un traffico di droga che partiva dalla Bolivia, ribattezzata Santa Cruz Connection.
L'organizzazione, poi, caduto il muro di Berlino, si espande anche in Turingia, in particolare a Erfurt, dove si dedicano quasi esclusivamente al riciclaggio, aprendo anche molti ristoranti. Avrebbero anche sponsorizzato la squadra di calcio FC Rot-Weiss Erfurt.

### Anni 2000 - La strage di Duisburg e Mafia nein, Danke
Secondo il Bundesnachrichtendienst (BND) sarebbe riuscita a procurarsi anche una certa influenza politica, fino ad arrivare in parlamento e nell'amministrazione pubblica.
Jürgen Roth, esperto di criminalità organizzata, sulla rivista Stern afferma che nel territorio tedesco la mafia calabrese può avere l'appoggio di 1 800 persone, con molti "locali".
Nella notte del 15 agosto 2007 (strage di Ferragosto) vengono uccisi sei italiani di età compresa tra i 16 e i 39 anni nelle vicinanze della Stazione Centrale di Duisburg. È la prima volta che la 'ndrangheta provoca una strage di queste proporzioni al di fuori del territorio nazionale.
Nel 2003 si attesta la presenza dei Giorgi e dei Pelle a Dresda.
Nel marzo del 2009 la Polizia federale tedesca dichiara che in Germania ci sono 230 'ndrine con centinaia di affiliati dislocate in tutte le regioni ma principalmente in Baviera, Assia e Renania Settentrionale-Vestfalia.

### Anni 2010 - Le operazioni Crimine, Rheinbrücke, Stige e European 'ndrangheta connection
Il 9 gennaio 2018 si conclude l'operazione Stige che porta all'arresto di 169 presunti affiliati o sodali dei Farao-Marincola e dei Giglio del crotonese, di cui 13 arresti sono avvenuti in territorio tedesco in Assia e a Stoccarda. 
In Germania imponevano i loro prodotti vinicoli e i semilavorati per la pizza.
Il 5 dicembre 2018 si conclude l'operazione European 'ndrangheta connection (ex Pollino) condotta dalla procura nazionale antimafia insieme con l'Eurojust e partita da forze dell'ordine olandesi che ha portato all'arresto di una organizzazione di 90 persone dedita al traffico internazionale di stupefacenti tra Belgio, Paesi Bassi, Germania, Italia, Colombia e Brasile e che colpisce alcuni esponenti dei Pelle-Vottari, dei Romeo detti Stacchi, degli Cua-Ietto, degli Ursino e dei Nirta-Strangio nonché esponenti della criminalità turca. Tra gli arrestati Giuseppe e Francesco Marando, José Manuel Mammoliti, Giovanni Giorgi, Antonio Costadura detto U Tignusu, Domenico Romeo detto Corleone, Francesco Luca Romeo, Sebastiano Romeo e Domenico Strangio. Sono accusati alcuni anche di intestazione fittizia e associazione mafiosa, l'operazione ha anche portato al sequestro di diverse tonnellate di cocaina e alla scoperta di azioni di riciclaggio, di pagamenti in bitcoin, e dell'uso di attività ristorative come supporto alla logistica del traffico. Le città coinvolte sono: Horst, Venray, Amsterdam e Rotterdam per i Paesi Bassi, Brüggen in Renania Settentrionale-Vestfalia per la Germania.

### Oggi - Il Crimine
Secondo una inchiesta di Frankfurter Allgemeine Zeitung e Mitteldeutscher Rundfunk, dopo la strage di Duisburg del 2007 sarebbe stato costituito un Crimine o Camera di controllo, un consesso di 9 persone in maniera simile a quelli esistenti in Liguria, Lombardia, Canada e Australia.
I componenti operano nelle regioni occidentali e meridionali, e solo uno nell'est ad Erfurt e si riunirebbero proprio a Duisburg. I compiti della camera sarebbero gli stessi delle sue consimili: dirimere divergenze tra le 'ndrine e garantire l'osservanza delle regole.
A seguito dell'operazione internazioanle Pollino del 2018, dal 2020 è in corso un processo a Düsseldorf a 14 persone accusate di traffico di droga (600 chili di eroina) di cui 5 anche accusate di far parte della 'ndrangheta e a 6 di favoreggiamento della stessa.
A febbraio 2023 viene per la prima volta certificato da un tribunale tedesco il favoreggiamento della 'ndrangheta nel territorio, nella fattispecie nella persona di Salvatore Giorgi (1989) condannato a 3 anni e 6 mesi per spaccio e favoreggiamento di una associazione criminale straniera. Il processo nacque da una operazione congiunta Platinum-DIA del 5 maggio 2021 che portò a 32 arresti accusati di importazione dal Sud America e distribuzione in Europa di cocaina,

## 'Ndrangheta per stato federale
Di seguito un elenco delle 'ndrine presenti in Germania con le loro attività suddivise per stato federale e città.
| Presenza della 'Ndrangheta in Germania                            | Presenza della 'Ndrangheta in Germania | Presenza della 'Ndrangheta in Germania                                                                     | Presenza della 'Ndrangheta in Germania                                 |
| Stato federale                                                    | Località | Ndrine presenti                                                                                            | Attività illegali                                                      |
| ----------------------------------------------------------------- | --- | --- | ---------------------------------------------------------------------- |
| Amburgo                                                           | Amburgo | Romeo | Narcotraffico internazionale                                           |
| Assia                                                             | Francoforte, Kassel, Marburgo | Carelli, Cataldo, Farao-Marincola, Ferrazzo, Giglio, Pino-Sena, Ruga                                       | Ristorazione, Riciclaggio                                              |
| Baden-Württemberg                                                 | Blaustein, Deizisau, Donaueschingen, Engen, Fellbach, Friburgo, Ludwigsburg, Mannheim, Radolfzell, Ravensburg, Rielasingen-Worblingen, Singen, Stoccarda, Tubinga | Acri-Morfò, Arena, Carelli, Farao-Marincola, Iona, Mammoliti, Romeo, Pelle-Vottari, Nirta-Strangio, Ruga   | Estorsioni, Traffico di armi, Narcotraffico, Riciclaggio, Ristorazione |
| Bassa Sassonia                                                    | Munster | Farao-Marincola, Grande Aracri                                                                             |                                                                        |
| Baviera (Bassa Baviera, Media franconia, Svevia, Alto Palatinato) | Monaco, Norimberga | Carelli, Maiolo, Romeo, Pelle-Vottari, Nirta-Strangio, Mammoliti                                           | Narcotraffico, riciclaggio                                             |
| Brandeburgo                                                       | | |                                                                        |
| Meclemburgo-Pomerania Anteriore                                   | Wismar | |                                                                        |
| Meclemburgo-Pomerania Occidentale                                 | | |                                                                        |
| Renania Settentrionale-Vestfalia                                  | Aquisgrana, Bochum, Colonia, Detmold, Duisburg, Düsseldorf, Essen, Gelsenkirchen, Hagen, Krefeld, Neukirchen-Vluyn, Siegburg, Warstein                            | Ascone, Carelli, Farao-Marincola, Giglio, Mammoliti, Megna, Morabito, Romeo, Pelle-Vottari, Nirta-Strangio | Estorsioni, Traffico di armi, Narcotraffico, Riciclaggio, Ristorazione |
| Saarland                                                          | Bous, Saarbrücken | Critelli                                                                                                   |                                                                        |
| Sassonia                                                          | Dresda, Lipsia, Riesa | Farao-Marincola, Romeo, Nirta-Strangio                                                                     | Narcotraffico, riciclaggio                                             |
| Sassonia-Anhalt                                                   | | |                                                                        |
| Schleswig-Holstein                                                | | Farao-Marincola                                                                                            |                                                                        |
| Turingia                                                          | Erfurt, Weimar | Pelle, Romeo                                                                                               | Riciclaggio, ristorazione                                              |

### Amburgo
Ad Amburgo i Romeo fanno approdare al porto gli stupefacenti provenienti dal Sud America.

### Assia

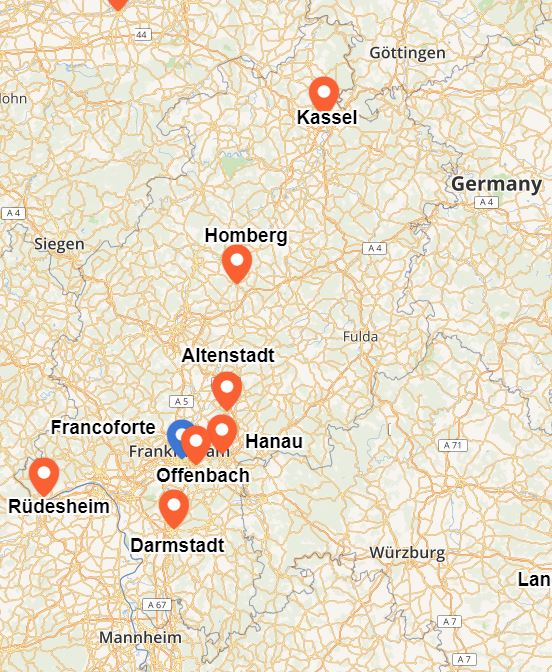
'ndrangheta In Assia (2017), in blu il Locale di Francoforte

In Assia, e precisamente nella città di Francoforte, è stata individuata una locale scoperto da un'intercettazione del 2 febbraio 2010 tra Giuseppe Commisso e Damiano Ilario Tassone.
Il 9 gennaio 2018 si conclude l'operazione Stige porta all'arresto di 170 presunti affiliati o sodali dei Farao-Marincola e dei Giglio tra cui 13 arresti sono avvenuti in territorio tedesco in Assia e a Stoccarda. In Germania imponevano i loro prodotti vicino e i semilavorati per la pizza.
Città:
- Altenstadt, i Ruga[43]
- Darmstadt, i Farao[43]
- Efze, i Farao[43]
- Francoforte, i Carelli e i Pino-Sena[43]
- Kassel, i Farao[43]
- Hanau, i Farao e i Ruga[43]
- Homberg, i Farao[43]
- Melsungen[45], i Farao e Cataldo
- Offenbach, i Ferrazzo[43]
- Rüdesheim, i Farao[43]

Locale:
- Locale di Francoforte con a capo Brunello Franzè (2010), dipendente dalla società di Rosarno[46]

### Baden-Württemberg

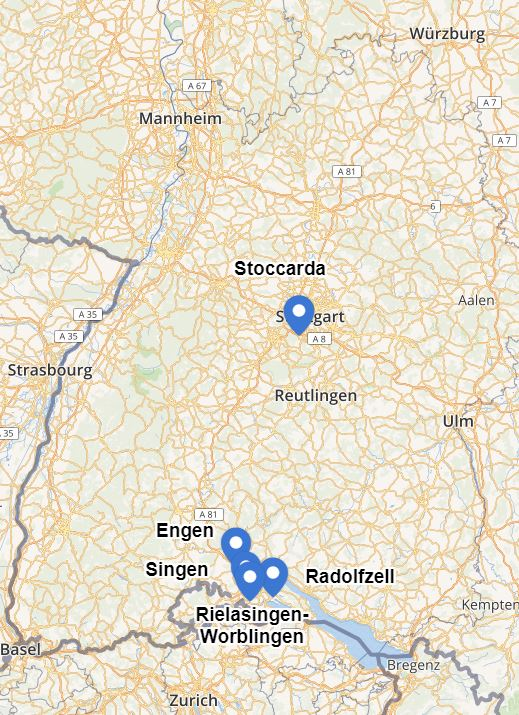
Locali di 'ndrangheta nel Baden Wurttenberg (2017).

Il Circondario di Costanza è il territorio in cui sono stati identificati il maggior numero di locali: quattro.

In questo land si riscontrano presenze 'ndranghetiste già dagli anni '90 quando il pentito Heicko Kschinna racconta che i boss di Stoccarda sarebbero Giuseppe Farao e Cataldo Marincola.
Con l'operazione Crimine del 2010, Santa (gestita da LandesKriminalamt) e Capodue (svolta dall'Ufficio Federale di Polizia della Confederazione Svizzera) nel Baden-Württemberg vengono identificati dalle forze dell'ordine ben 4 locali: Radolfzell, Rielasingen, Engen e Singen ma si è a conoscenza di una forte presenza anche a Stoccarda, Blaustein, Deizisau, Donaueschingen, Friburgo, Ludwigsburg, Mannheim, Ravensburg e Tubinga.
Con l'operazione Rheinbrücke del Comando Provinciale di Reggio Calabria, iniziata nel 2012 e conclusasi il 7 luglio 2015, scattano gli arresti per 10 persone presunte affiliate alla Società di Singen. L'operazione conferma anche l'esistenza dei locali di Rielasingen, Ravensburg ed Engen.
Sempre secondo l'operazione Rheinbrücke, almeno per quanto riguarda Rielasingen-Worblingen vi sarebbe un'operatività ultradecennale.
Il 9 gennaio 2018 si conclude l'operazione Stige che porta all'arresto di 170 presunti affiliati o sodali dei Farao-Marincola e dei Giglio tra cui 13 arresti sono avvenuti in territorio tedesco in Assia e a Stoccarda. In Germania imponevano i loro prodotti vicino e i semilavorati per la pizza.
Il 5 maggio 2021 si conclude l'operazione Platinum-Dia della DIA di Torino contro le famiglie Agresta e Giorgi, arrestando 33 persone tra Piemonte e Germania accusate a vario titolo di narcotraffico internazionale. A Überlingen ci sarebbe stato uno snodo per ricevere la droga dai porti del Benelux con cui trattavano con bande romene, albanesi (tra cui Denis Matoshi dei Kompania Bello) e colombiane (Luis Alberto Roldan Restrepo) che gestivano i porti di Rotterdam e Anversa, e spagnoli attraverso l'import-export di frutta fresca poi veniva redistribuita nelle aree di Milano, Torino, in Sicilia e Sardegna. Fino al 2018 si rifornivano anche da Giuseppe Romeo detto "Maluferru" e da Nicola e Patrick Assisi con cui comunicavano con la chat criptata EncroChat e che facevano arrivare la droga anche dal Porto di Amburgo spedita dai porto di Santos in Brasile con cui c'erano contatti col PCC o dal Perù o dal Venezuela.
Le città con una presenza 'ndranghetista sono le seguenti:
- Engen
- Fellbach (gli Acri-Morfò)
- Friedrichshafen[51] (Giorgi)
- Radolfzell
- Ravensburg
- Rielasingen-Worblingen
- Seelfingen frazione di Stockach (Giorgi)
- Singen
- Stoccarda (i Farao-Marincola)
- Überlingen[51] (Giorgi)

I locali di 'ndrangheta presenti nel Baden-Württemberg:
- Locale di Engen con a capo Achille Primerano e facente riferimento al locale di Giffone[52]
- Locale di Ravensburg
- Locale di Rielasingen con a capo Antonio Critelli facente riferimento al locale di Fabrizia
- Locale di Singen con a capo Bruno Nesci in collegamento con la società di Rosarno

#### Struttura del locale di Rielasingen
Con l'operazione Rheinbrücke si è scoperto l'organigramma del locale di Rielasingen.
| Locale di Rielasingen nel 2015 | Locale di Rielasingen nel 2015 | Locale di Rielasingen nel 2015 |
| capo locale                    | vice capo                      | Mastro di giornata             |
| ------------------------------ | ------------------------------ | ------------------------------ |
| Antonio Critelli               | Domenico Nesci                 | Salvatore Cirillo              |

### Baviera
I distretti in Baviera con una presenza 'ndranghetista sono le seguenti:
- Alto Palatinato
- Bassa Baviera
- Media Franconia
- Svevia

Le 'ndrine presenti sono: Maiolo, Giglio, Paolillo, Carelli (a Norimberga), Gallace, Pino-Sena, Romeo e Grande Aracri.
Il 13 febbraio 2018 viene arrestato a Monaco di Baviera il presunto affiliato ai Gallico Vincenzo Militano e ricercato dall'ottobre 2017 per tentata estorsione.

### Meclemburgo-Pomerania Anteriore
- Wismar

### Renania settentrionale - Vestfalia

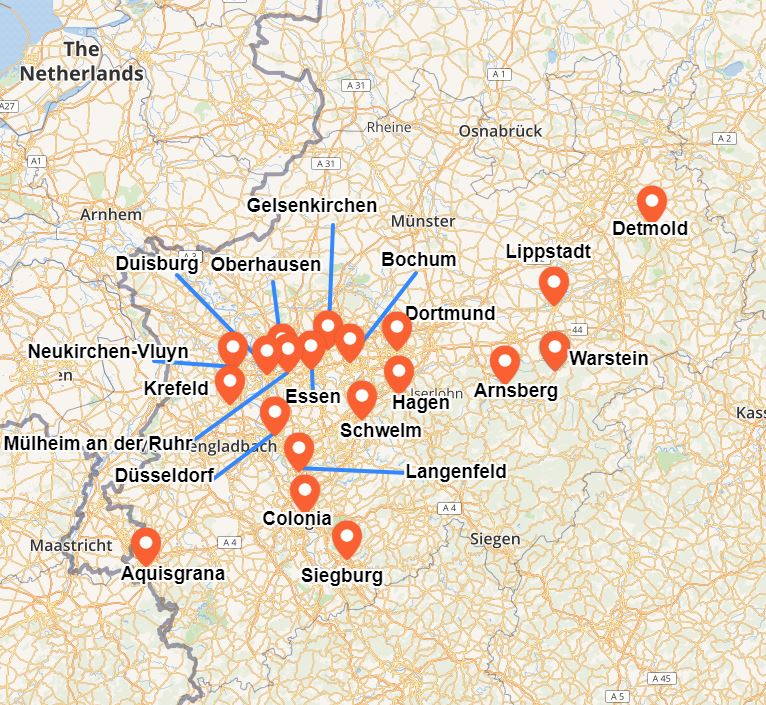
'ndrangheta in Renania Vestfalia - Palatinato (2017).

Il 18 ottobre 2012 si conclude l'operazione Revolution che porta all'arresto 29 persone affiliate alle cosche di Bovalino, Africo e San Luca accusate di associazione mafiosa e traffico internazionale di cocaina e altri reati tra cui l'introduzione di un titolo di stato statunitense falso del valore di 500 000 000 di dollari. Da questa operazione, oltre a essere evidenziati i legami con narcotrafficanti sudamericani si registrano contatti con esponenti della Sacra Corona Unita sin dal 2010.
Le basi logistiche europee per il traffico internazionale erano: Anversa in Belgio, Amsterdam nei Paesi Bassi, Duisburg, Oberhausen e Düsseldorf in Germania.
L'ultima operazione è del 5 dicembre 2018 quando si conclude l'operazione European 'ndrangheta connection (ex Pollino) condotta dalla procura nazionale antimafia insieme all'Eurojust e partita da forze dell'ordine olandesi che ha portato all'arresto di una organizzazione di 90 persone dedita al traffico internazionale di stupefacenti tra Belgio, Paesi Bassi, Germania, Italia, Colombia e Brasile e che colpisce alcuni esponenti dei Pelle-Vottari, dei Romeo detti Stacchi, degli Cua-Ietto, degli Ursino e dei Nirta-Strangio nonché esponenti della criminalità turca. Tra gli arrestati Giuseppe e Francesco Marando, José Manuel Mammoliti, Giovanni Giorgi, Antonio Costadura detto U Tignusu, Domenico Romeo detto Corleone, Francesco Luca Romeo, Sebastiano Romeo e Domenico Strangio. Sono accusati alcuni anche di intestazione fittizia e associazione mafiosa, l'operazione ha anche portato al sequestro di diverse tonnellate di cocaina e alla scoperta di azioni di riciclaggio, di pagamenti in bitcoin, e dell'uso di attività ristorative come supporto alla logistica del traffico. Le città coinvolte sono: Horst, Venray, Amsterdam e Rotterdam per i Paesi Bassi, Brüggen in Renania Settentrionale-Vestfalia per la Germania.
Le città con una presenza 'ndranghetista sono le seguenti:
- Arnsberg, i Farao[43]
- Aquisgrana
- Bochum
- Brüggen
- Colonia, i Morabito[43]
- Detmold
- Dortmund[43] (Carelli)[41]
- Duisburg, i Romeo[43][56]
- Düsseldorf, i Megna[43][56]
- Essen
- Gelsenkirchen, i Giglio[43]
- Hagen, i Nirta, i Critelli e i Pino-Sena[43]
- Krefeld, i Barbaro[43]
- Langenfeld, i Dima[43]
- Lippstadt[43]
- Mülheim an der Ruhr, i Carelli[43]
- Neukirchen-Vluyn
- Oberhausen[56]
- Schwelm[43]
- Siegburg, i Giglio[43]
- Warstein, i Romeo[43]

### Saarland
Nel Saarland opera la 'ndrina dei Critelli.
Il 2 marzo 2018 viene arrestato a Saarbrücken, in Germania Emanuele Cosentino, latitante dal 2013 e condannato per associazione mafiosa ed estorsione a 7 anni di carcere.

### Sassonia

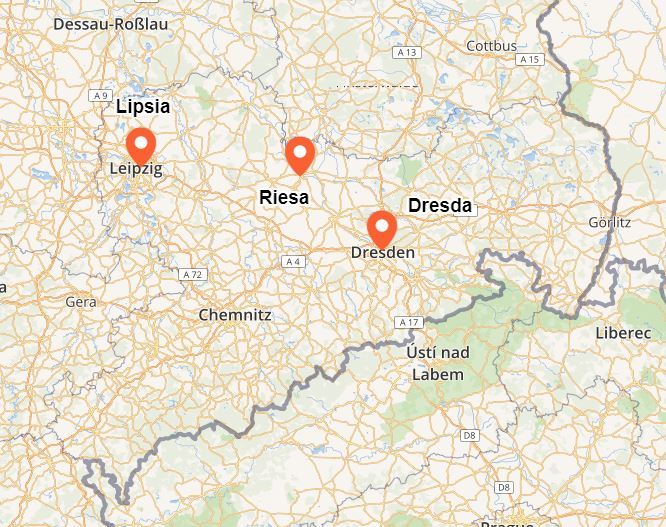
'ndrangheta In Sassonia 2017.

Le città con una presenza 'ndranghetista sono le seguenti:
- Dresda
- Lipsia
- Riesa

La 'ndrina insediata nella zona è quella dei Romeo.

### Turingia
Dalla caduta del muro di Berlino la 'ndrangheta si espande anche in Turingia, in particolare a Erfurt, dove si dedica quasi esclusivamente al riciclaggio, aprendo anche molti ristoranti. Avrebbe pure sponsorizzato la squadra di calcio FC Rot-Weiss Erfurt.
Dal 2000 al 2002 era in corso da parte delle forze dell'ordine l'operazione Fido che aveva previsto di inserire 5 infiltrati nell'organizzazione di Erfurt ma che fu inspiegabilmente interrotta. Nel 2021 durante una commissione d'inchiesta sulla mafia viene dichiarato che fu interrotta in quanto la procura di Gera che nel 2003 mandò la documentazione relativa all'operazione ma non ricevette dall'Italia un riscontro, nel 2005 ricevono nuovamente promesse di un ritorno di informazioni che non avvenne e ciò porto nel 2006 a chiudere il caso. C'era da considerazione che il caso non fu portato avanti anche perché ci sarebbe stata l'evenienza che l'infiltrato avrebbe dovuto spostarsi in Italia e si sarebbe dovuto chiedere assistenza legale alle autorità italiane con un maggior rischio di far saltare la copertura.
Dal 2017 la stampa tedesca incomincia a parlare di "Gruppo Erfurt" come un sodalizio criminale che gestisce 100 milioni di euro ricavati dal narcotraffico e immessi nell'economia locale o reinvestiti altrove.
Si ipotizzano rapporti anche con la criminalità armena.
Il 20 luglio 2021 nella commissione d'inchiesta sulla mafia organizzata dal parlamento regionale della Turingia per la prima volta si è discusso di 'ndrangheta.
La sociologa Zora Hauser afferma che è tutta da verificare l'espansione economica nella regione ma che si dovrebbe porre l'attenzione alle ragioni politiche per cui sia stata interrotta l'operazione Fido nel 2006.
In Turingia sono presenti i Romeo, i Pelle-Vottari e i Nirta-Strangio.

### Altre regioni
Nella Sassonia-Anhalt opera la 'ndrina dei Longo-Versace.
In Bassa Sassonia, i Farao.
Nello Schleswig-Holstein nuovamente i Farao.

## Cultura di massa
La trilogia musicale di La musica della mafia di Francesco Sbano pubblicata tra il 2000 e il 2005 vendette nello stato teutonico 150 000 copie.
- Il 19 luglio 2018 Tg2 Dossier manda in onda l'inchiesta: 'Ndrangheta über alles[65].
- Il 22 febbraio 2021 esce Mafia-Kolonie Kstdeutschland, il documentario sulla 'ndrangheta prodotto da MDR e Frankfurter Allgemeine Zeitung e trasmesso sul canale Das Erste di ARD[66][67].
- Il 5 luglio 2021 esce il 15º episodio della serie podcast "Barbari": Dal vino al riciclaggio così le mafie fanno affari in Germania del Domani con l'intervista alla sociologa Zora Hauser[68].